# Salomon (Automobilhersteller)
Salomon war ein französischer Hersteller von Automobilen.

## Unternehmensgeschichte
Der Konstrukteur Jules Salomon (1873–1963), der zuvor bei Le Zèbre und Citroën tätig war, gründete 1931 sein eigenes Unternehmen zur Produktion von Automobilen. Der Markenname lautete Salomon. 1932 endete die Produktion.

## Fahrzeuge
Das einzige Modell war ein leichter Kleinwagen. Für den Antrieb sorgte ein wassergekühlter Einzylindermotor mit 386 cm³ Hubraum. Die Karosserie bot Platz für zwei Personen.